# دانیله مانینی
دانیله مانینی (انگلیسی: Daniele Mannini؛ زادهٔ ۲۵ اکتبر ۱۹۸۳) بازیکن فوتبال اهل ایتالیا است.
از باشگاه‌هایی که در آن بازی کرده‌است می‌توان به باشگاه فوتبال لچه، باشگاه فوتبال برشا، باشگاه فوتبال روبور سیه‌نا، باشگاه فوتبال سمپدوریا، باشگاه فوتبال پیزا، و باشگاه فوتبال ناپولی اشاره کرد.